# Parti libéral de l'Ontario
Le Parti libéral de l'Ontario (PLO ; anglais : Ontario Liberal Party, OLP) est un parti politique provincial de l'Ontario.
Le Parti libéral de l'Ontario n'est pas affilié au Parti libéral fédéral mais les deux partis sont idéologiquement très proches.

## Histoire

### Origines
Le Parti libéral de l'Ontario est un descendant du Parti réformiste de Robert Baldwin et William Lyon Mackenzie, qui se sont battus pour le gouvernement responsable dans les années 1830 et 1840 contre le règne de la Family Compact.
Les libéraux modernes sont fondés par George Brown, qui cherche à rebâtir le Parti réformiste après son effondrement en 1854. En 1857, Brown rassemble les réformistes et les « Clear Grits » du sud-ouest de l'Ontario afin de créer un nouveau parti dans le Haut-Canada. Comme plate-forme, le parti a adopté des politiques de réforme démocratique, d'annexion du Nord-Ouest ainsi qu'une position favorable à l'union entre le Bas-Canada et le Haut-Canada, un concept qui amènera ensuite la Confédération canadienne.

### Confédération
Après 1867, Edward Blake devient le chef du Parti libéral de l'Ontario. Le parti siège dans l'opposition pendant le mandat du conservateur John Sandfield Macdonald. Blake défait les conservateurs lors de l'élection de 1871, mais il quitte Queen's Park l'année suivante pour se présenter au fédéral. Le nouveau chef, Oliver Mowat, demeure Premier ministre de la province jusqu'en 1896.
Pendant que les conservateurs ontariens se confinent à une étroite base protestante et orangiste, les libéraux de Mowat tentent de rassembler catholiques et protestants, urbains et ruraux sous la bannière modérée et pragmatique.

### Déclin et opposition
Les libéraux sont défaits lors de l'élection de 1905 après plus de trente ans de pouvoir. Le parti est devenu fatigué et arrogant au gouvernement et devient de plus en plus immobile. De plus, l'anticatholicisme croissant dans la province nuit aux libéraux. Ils continuent leur déclin après leur perte de pouvoir et sont temporairement éclipsés par les United Farmers of Ontario après leur échec à s'attirer le mouvement grandissant de contestation des agriculteurs.
Les débats sur la politique du parti sur l'alcool divisent les membres, forçant au moins un chef à démissionner et repousse beaucoup de libéraux à tendance réformiste qui appuient le parti fédéral de Mackenzie King mais trouvent le parti provincial trop étroit et conservateur à leur goût. Le parti est tellement désorganisé qu'il est dirigé pendant sept ans (et lors de deux élections générales) par un chef intérimaire, W. E. N. Sinclair ; le parti ne dispose pas de fonds suffisants ni d'une organisation assez développée (et les divisions internes sont trop nombreuses) pour tenir un congrès à l'investiture. En 1930, les libéraux se retrouvent réduits à un petit croupion rural, principalement protestant et prohibitionniste avec une base dans le sud-ouest de l'Ontario.

### Mitch Hepburn
Après une série de chefs inefficaces, les libéraux élisent Mitchell Hepburn, un fermier et député fédéral, et ancien membre des United Farmers of Ontario, pour les diriger. Hepburn réussit à former une coalition électorale avec les libéraux-progressistes et à attirer les réformateurs et les électeurs urbains au parti. Les libéraux-progressistes avaient auparavant appuyé la UFO et le Parti progressiste du Canada. Hepburn réussit à mettre fin aux divisions internes sur la question de la tempérance. Le parti, revitalisé, réussit à s'attirer les votes des agriculteurs, surtout dans le sud-ouest de l'Ontario, des électeurs urbains, des catholiques et des francophones. Il est également avantagé du fait de n'avoir pas été au pouvoir au début de la Grande Dépression. Avec l'économie en crise, les Ontariens se cherchent un nouveau gouvernement, et le populisme de Hepburn attire la province.
Au pouvoir, les libéraux de Hepburn sont en conflit avec le mouvement syndical qui tente de syndiquer le secteur automobile. Les relations sont également tendues entre lui et le gouvernement libéral fédéral de William Lyon Mackenzie King, qui selon Hepburn n'appuyait pas suffisamment l'effort de guerre. La guerre entre Hepburn et King divise le Parti libéral de l'Ontario et mène à l'expulsion de Hepburn. Elle contribue également à la défaite du parti lors de l'élection générale de 1943, qui marque le début d'une longue période dans l'opposition pour le parti. Le Parti progressiste-conservateur gouverne l'Ontario sans interruption pour les 42 prochaines années.

### L'après-guerre et opposition
De 1943 à 1985, l'Ontario est gouvernée par les Tories. Au cours de cette période, le Parti libéral n'est qu'un parti marginal, conservateur et rural avec des bases dans le sud-ouest ontarien, et se placent souvent plus à droite que les progressistes-conservateurs, qui sont dominés par les traditions Red Tory.
À travers les années 1960 et 1970, les libéraux sont presque exclus de la région métropolitaine de Toronto et des autres régions urbaines. En 1975, ils tombent en troisième place derrière le Nouveau Parti démocratique de l'Ontario de Stephen Lewis. Avec la montée des néo-démocrates dans les années 1960 et 1970, les libéraux sont menacés de disparition.
Les libéraux demeurent plus populaires que les tories auprès des électeurs catholiques et francophones en raison de leur appui à l'extension du financement des écoles séparées pour inclure jusqu'à la treizième année d'éducation. Les tories s'opposent à cette extension jusqu'en 1985, quand ils reviennent soudainement sur leur position. Ce changement mécontente les électeurs conservateurs traditionnels, et peut avoir contribué à leur défaite électorale lors de l'élection générale de 1985.

### L'ère Peterson
Le Parti libéral rompt le long règne des tories sur la province en 1985 sous la direction de David Peterson. Peterson modernise le parti et le rend attrayant aux électeurs urbains et aux immigrants qui avaient jusque-là appuyé la gouvernance prudente des premiers ministres conservateurs John Robarts et Bill Davis.
Peterson réussit à former un gouvernement minoritaire de 1985 à 1987 grâce à un accord avec le NPD. En vertu de cet accord, le NPD monnaie son appui à l'Assemblée législative en échange de l'adoption de plusieurs politiques néo-démocrates. Lorsque l'accord expire, l'élection générale de 1987 est déclenchée et Peterson remporte un solide gouvernement majoritaire avec 95 sièges, un record historique pour le parti.
Peterson gouverne dans une période d'abondance économique où des imprudences fiscales occasionnelles ne sont pas très remarquées. Peterson est un proche allié du premier ministre fédéral Brian Mulroney sur l'accord du lac Meech, mais il s'oppose à Murloney sur la question du libre-échange avec les États-Unis.
Les libéraux se lancent dans l'élection de 1990 avec une forte avance dans les sondages. Ces appuis s'évaporent rapidement, toutefois. Les médias font état d'électeurs mécontents à être appelés à voter seulement trois ans après le début du mandat du gouvernement ; Peterson n'était pas obligé de déclencher une élection avant cinq ans, et il est rare de déclencher une élection avant avoir complété quatre ans de mandat en situation majoritaire. Un autre facteur négatif est l'association de Peterson à Mulroney et l'échec de l'accord du lac Meech à réformer la constitution, une question qui soulève les passions du public. De plus, la campagne est mal organisée, et le parti sous-estime l'impact des scandales révélées par les médias.
Le gouvernement de Peterson est défait par le NPD de Bob Rae, qui promet un retour au gouvernement activiste abandonné par Peterson. Les libéraux essuient la pire défaite de leur histoire, tombant de 95 à 36 sièges ; la perte de 59 sièges éclipse celle, en 1943, de 48 sièges qui avait sonné le début du long règne progressiste-conservateur dans la province. Peterson est défait dans sa propre circonscription par le candidat néo-démocrate.

### La révolution du bon sens
Le gouvernement néo-démocrate devient extrêmement impopulaire à cause de leur mauvaise gestion, quelques scandales ainsi qu'une récession économique sévère. Lors de l'élection de 1995, Le Parti libéral est perçu comme étant le mieux placé pour remplacer le gouvernement néo-démocrate, mais sa campagne électorale sous Lyn McLeod est mauvaise, et les progressistes-conservateurs de Mike Harris sont portés au pouvoir avec leur plateforme de la Révolution du bon sens.
En 1996, les libéraux choisissent Dalton McGuinty comme chef. Initialement en quatrième place, la réputation de prudence fiscale et de modération de McGuinty fait de lui le deuxième choix d'un congrès d'investiture polarisé autour de la candidature de Gerard Kennedy.
Lors de l'élection de 1999, le gouvernement conservateur est réélu grâce à une croissance économique fulgurante, ainsi qu'une campagne électorale négative dépeignant McGuinty comme n'étant « pas prêt à la tâche ». Une mauvaise performance lors du débat des chefs et une mauvaise campagne handicapent le nouveau chef, mais il réussit à rallier son parti dans les derniers jours de la campagne. Les libéraux remportent 40 % du vote populaire, leur deuxième meilleur résultat en 50 ans.
Le deuxième mandat de McGuinty en tant que chef de l'opposition est meilleur que le premier. Le Parti libéral est confirmé dans son rôle d'opposition principale au gouvernement Harris, et McGuinty réussit à présenter son parti comme un gouvernement alternatif. Il embauche un meilleur groupe de conseillers et recrute un ancien ministre, Greg Sorbara, au poste de président du parti. McGuinty rebâtit également le système de financement du parti en lançant le Fonds libéral de l'Ontario. Il façonne personnellement la plateforme du parti, mettant l'emphase sur la diminution de la taille des classes dans les écoles, l'embauche d'infirmières, une plus grande protection environnementale et « garder le cap » sur les impôts (c'est-à-dire, aucune hausse). McGuinty s'exerce également pour les débats, recevant un entraînement du Parti démocrate aux États-Unis.

### Retour au pouvoir
Lors de l'élection de 2003, la campagne des progressistes-conservateurs est mauvaise, et leur nouveau chef, Ernie Eves, est perçu comme faible et non digne de confiance. Ils tente de répéter leurs attaques sur McGuinty qui avaient fonctionné en 1999, sans succès. McGuinty livre une forte performance en campagne et lors des débats, et est porté au pouvoir avec un gouvernement majoritaire de 72 sièges.
Le gouvernement rappelle l'Assemblée législative plus tard en 2003 et adopte une série de projets de loi faisant suite à leurs promesses électorales : des réformes à l'assurance automobile (incluant un plafond pour les prix), des élections à date fixe, l'annulation d'une série de réductions d'impôts pour les particuliers et les entreprises qui étaient prévus pour 2004, l'enchâssement dans une loi des soins de santé financés par le gouvernement, l'embauche de davantage d'inspecteurs des eaux et des viandes, l'extension des lois sur la liberté de l'information aux compagnies électriques appartenant à l'État et l'interdiction de la publicité gouvernementale partisane.
Le 18 mai 2004, le ministre des finances Greg Sorbara dépose le premier budget du gouvernement libéral. Le budget introduit une prime de santé de 300 $ à 900 $ selon le revenu. Cette mesure controversée enfreint une des principales promesses électorales du Parti libéral, celle de ne pas augmenter les impôts, et le gouvernement se fait rapidement une réputation de ne pas respecters ses promesses. Les libéraux défendent la nouvelle prime en faisant valoir le déficit caché du gouvernement précédent, et McGuinty affirme devoir enfreindre cette promesse afin de respecter ses autres promesses. Autre controverse, plusieurs services de santé non couverts par la Loi canadienne sur la santé sont retirés de l'assurance-santé, notamment les examens oculaires et la physiothérapie.
En 2004, le gouvernement adopte des lois permettant d'apporter son vin dans les restaurants, interdisant la malbouffe dans les écoles publiques, interdisant de fumer dans les endroits publics et obligeant les étudiants à rester à l'école jusqu'à l'âge de 18 ans. En 2005, lors d'une session d'hiver exceptionnelle, le gouvernement fait adopter une loi créant une ceinture verte autour de Toronto, préservant un vaste territoire contre le développement pour protéger les forêts et les terres agricoles. De plus, en réponse aux décisions des tribunaux, les libéraux adoptent une loi changeant la définition du mariage pour l'ouvrir aux couples homosexuels.
Démission de McGuinty
Après presque une décennie à la tête de la province, le Premier ministre Dalton McGuinty démissionne en octobre 2012, en restant simple député, puis démissionne complètement quelques mois plus tard. Kathleen Wynne est élue chef du parti au terme d'une course à la chefferie. Elle accède donc au poste de Première ministre le 11 février 2013, lors de son assermentation. Kathleen Wynne est la première femme ainsi que la première personne homosexuelle à occuper ce poste en Ontario et dirige le gouvernement minoritaire élu en 2011.
L'ère Wynne
Kathleen Wynne est réélue aux élections générales de 2014 à la tête d'un gouvernement majoritaire. Elle est en revanche sévèrement battue à celles de 2018. Son gouvernement, miné par des scandales et par quinze années ininterrompues au pouvoir, est soufflé comme un château de cartes par les conservateurs de Doug Ford qui forment un gouvernement majoritaire. Le NPD forme l'opposition officielle. Les libéraux ne font élire que 7 députés, le pire score de leur Histoire. Un député vert est également élu à ces élections. Elle démissionne de son poste de cheffe le soir même.

## Résultats électoraux
| Élection | Chef            | Votes     | %     | Sièges   |
| -------- | --------------- | --------- | ----- | -------- |
| 1985     | David Peterson  | 1 377 965 | 37,90 | 48 / 125 |
| 1987     | David Peterson  | 1 788 214 | 47,3  | 95 / 130 |
| 1990     | David Peterson  | 1 302 134 | 32,4  | 95 / 130 |
| 1995     | Lyn McLeod      | 1 291 326 | 31,1  | 30 / 130 |
| 1999     | Dalton McGuinty | 1 751 472 | 39,9  | 35 / 103 |
| 2003     | Dalton McGuinty | 2 090 001 | 46,5  | 72 / 103 |
| 2007     | Dalton McGuinty | 1 867 192 | 42,2  | 71 / 107 |
| 2011     | Dalton McGuinty | 1 622 426 | 37,6  | 53 / 107 |
| 2014     | Kathleen Wynne  | 1 862 907 | 38,7  | 58 / 107 |
| 2018     | Kathleen Wynne  | 1 124 381 | 19,59 | 7 / 124  |
| 2022     | Steven Del Duca | 1 117 051 | 23,85 | 8 / 124  |
| 2025     | Bonnie Crombie  | 1 504 688 | 29,95 | 14 / 124 |

## Chefs du parti
| Nom                            | Chef        | Premier ministre |
| ------------------------------ | ----------- | ---------------- |
| George Brown                   | 1857-1867   | —                |
| Archibald McKellar             | 1867-1868   | —                |
| Edward Blake                   | 1868-1872   | 1871-1872        |
| Oliver Mowat                   | 1872-1896   | 1872-1896        |
| Arthur Sturgis Hardy           | 1896-1899   | 1896-1899        |
| Sir George William Ross        | 1899-1907   | 1899-1905        |
| George P. Graham               | 1907        | —                |
| A.G. MacKay                    | 1907-1911   | —                |
| Newton Wesley Rowell           | 1911-1917   | —                |
| William Proudfoot              | 1917-1919   | —                |
| Hartley Dewart                 | 1919-1921   | —                |
| Wellington Hay                 | 1921-1923   | —                |
| W. E. N. Sinclair 1            | 1923-1930   | —                |
| Mitchell Hepburn               | 1930-1942   | 1934-1942        |
| Gordon Daniel Conant (intérim) | 1942-1943   | 1942-1943        |
| Harry Nixon                    | 1943-1944   | 1943             |
| Mitchell Hepburn (2e fois)     | 1944-1945   | —                |
| Farquhar Oliver                | 1945-1950   | —                |
| Walter Thomson                 | 1950-1954   | —                |
| Farquhar Oliver (2e fois)      | 1954-1958   | —                |
| John Wintermeyer               | 1958-1964   | —                |
| Andrew Thompson                | 1964-1967   | —                |
| Robert Nixon                   | 1967-1976   | —                |
| Stuart Smith (en)              | 1976-1982   | —                |
| David Peterson                 | 1982-1990   | 1985-1990        |
| Robert Nixon (intérim) ³       | 1990-1991   | —                |
| Murray Elston (intérim) 4      | 1991        | —                |
| Jim Bradley (intérim)          | 1991-1992   | —                |
| Lyn McLeod                     | 1992-1996   | —                |
| Dalton McGuinty Junior         | 1996-2013   | 2003-2013        |
| Kathleen Wynne                 | 2013-2018   | 2013-2018        |
| John Fraser (intérim)          | 2018-2020   | —                |
| Steven Del Duca                | 2020 - 2022 | –                |
| John Fraser (intérim) (2e)     | 2022-2023   | —                |
| Bonnie Crombie                 | 2023-       | —                |

1 Même si Sinclair a dirigé le parti lors de deux élections générales, il n'a jamais été formellement élu chef du parti qui, à cause de son état de désorganisation, n'a pas organisé de congrès d'investiture avant 1930.
2 Hepburn démission du poste de Premier ministre en octobre 1942 après avoir nommé Gordon Daniel Conant en tant que successeur, et Conant est assermenté au poste de Premier ministre. L'Association libérale de l'Ontario (et particulièrement les partisans de William Lyon Mackenzie King) exigent un congrès d'investiture, qui est finalement organisé en mai de 1943 ; Harry Nixon est élu chef. Techniquement, Hepburn était chef jusqu'à la tenue du congrès.
3 Nixon démissionne du poste de chef intérimaire et député afin d'accepter une nomination à un poste fédéral. 
4 Elston démissionne du poste de chef intérimaire lorsqu'il présente sa candidature à la direction du Parti libéral. 